# AquaDom
L'AquaDom va ser l'aquari cilíndric més gran del món. Es tractava d'un aquari d'aigua salada situat a l'interior de l'hotel Radisson, situat a Karl-Liebknecht-Straße de Berlín (Alemanya), prop de l'Illa dels Museus, el Palau de Berlín i Alexanderplatz. Es va inaugurar el 2003 i va resultar destruït, en un aparent accident, al desembre de 2022. No va morir cap persona però sí que van morir la gran majoria dels 1500 peixos de 100 espècies tropicals diferents que contenia.

## Característiques
Les mesures de l'AquaDom eren 11 metres de diàmetre, 16 metres d'altura, 900.000 litres d'aigua de mar i contenia 2600 peixos de 56 espècies diferents per un cost total de 12.8 milions d'euros.
Estava construït en vidre sintètic, per la companyia estatunidenca Reynolds Polymer Technology, amb un disseny de l'estudi d'arquitectura de Serguei Tchoban i en el seu interior posseia un ascensor transparent.

## Història

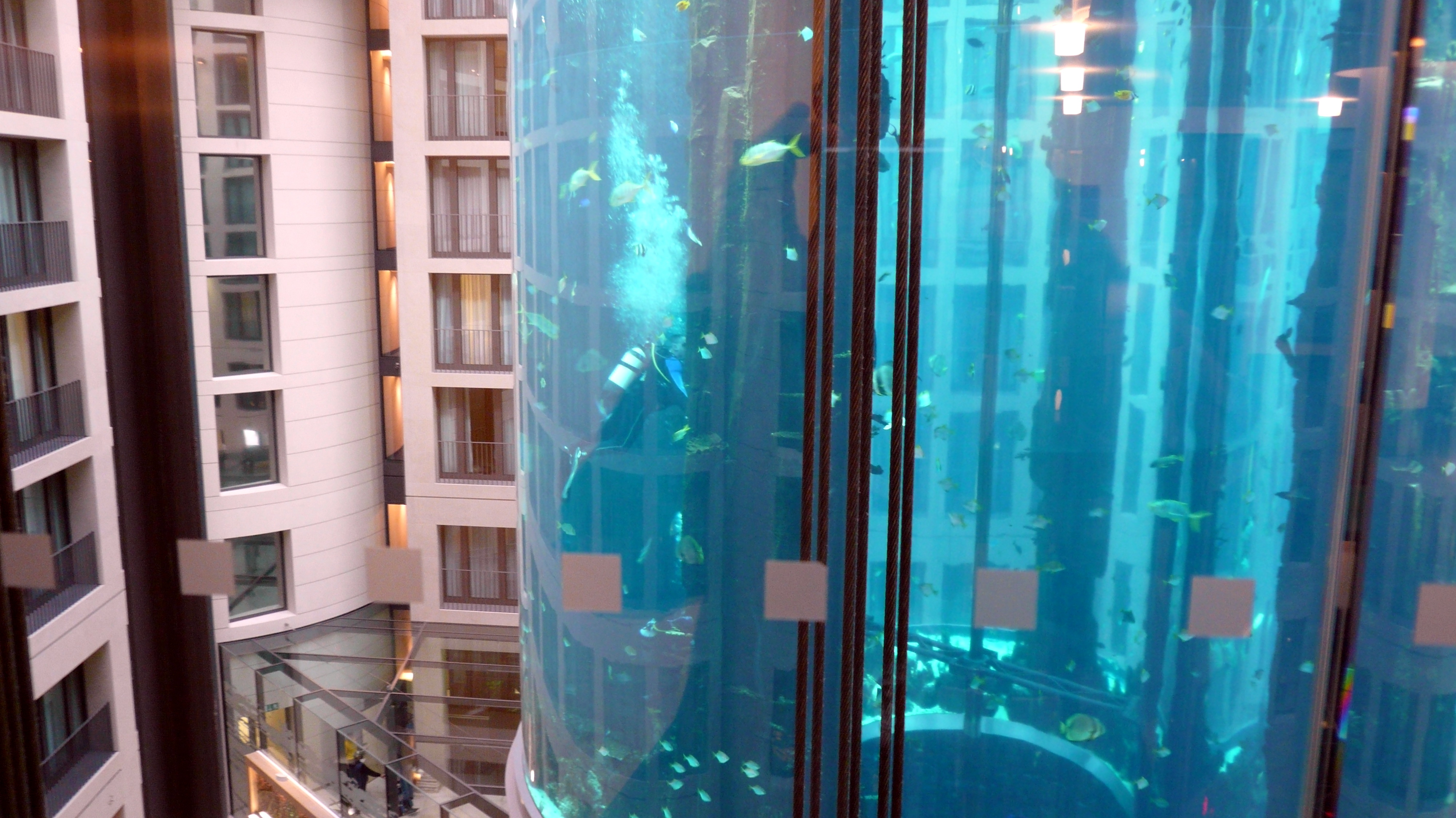
Un submarinista treballant en el tanc el 2008.

El terreny on s'aixeca l'hotel va formar part de Berlín Oriental fins a la reunificació alemanya de 1991. L'AquaDom es va inaugurar el 2 de desembre de 2003. Va costar uns 12,8 milions d'euros. El cilindre acrílic va ser produït per International Concept Management, Inc. utilitzant panells Reynolds Polymer Technology, amb dibuixos d'arquitectura de Serguei Tchoban. Estava situat en el mateix edifici que l'atracció Berlin Sea Life, però era propietat i estava operat per una empresa diferent: Union Investment Real Estate.
L'aquari es va construir amb 41 panells acrílics que es van unir en el lloc. AquaDom va ser inaugurat al desembre de 2003 i va rebre el rècord Guinness per ser l'aquari cilíndric més gran del món.

### Ruptura i destrucció
A les 5.45 del matí del 16 de desembre de 2022, el tanc cilíndric va rebentar per causes que encara s'investiguen. Gairebé un milió de litres d'aigua salada es van abocar en la zona de l'hotel i el carrer, juntament amb els 1500 peixos allotjats en ella, devastant l'interior de l'hotel i provocant un desplegament a gran escala dels equips de rescat. Dues persones van resultar ferides i van ser traslladades a l'hospital, i els funcionaris i els mitjans de comunicació van assenyalar que l'ensulsiada probablement hauria resultat en diverses morts si hagués ocorregut més tard aquest mateix dia. Com a resultat, la majoria dels 1.500 peixos van morir. Es van realitzar esforços per a rescatar entre 400 i 500 peixos més petits als qui se'ls va tallar el subministrament d'oxigen als tancs.
El corrent d'aigua va danyar diversos negocis pròxims, inclosa una botiga de xocolates Lindt, i va ser prou poderosa com per a ser detectada pels sismògrafs locals. Sandra Weeser, membre del Bundestag que s'allotjava a l'hotel en aquell moment, va descriure que la va despertar «una espècie d'ona expansiva». No va haver-hi sospites d'atemptat o sabotatge, i un portaveu dels propietaris del tanc va afirmar que el motiu del col·lapse encara no era clar.

## Investigació

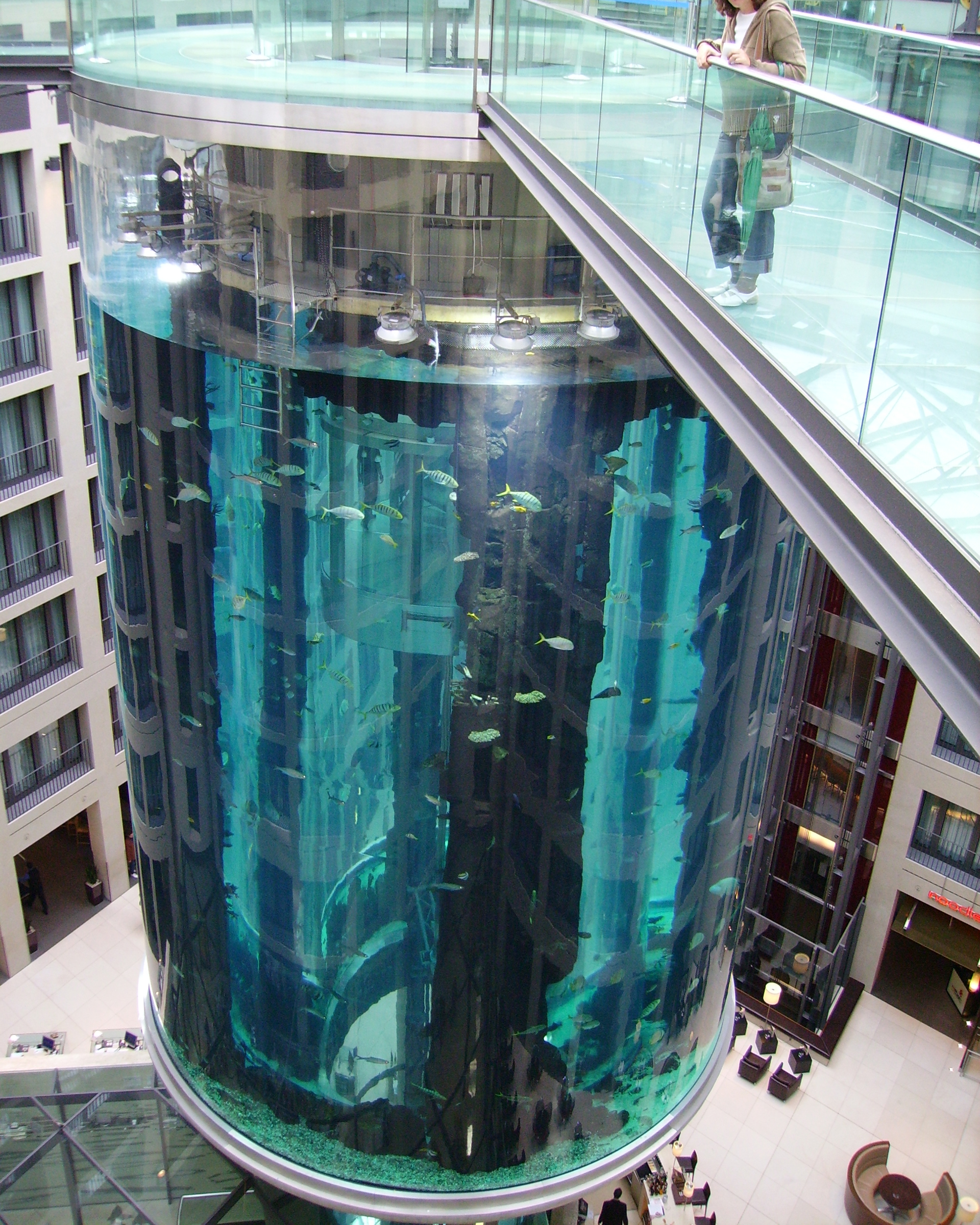
Vista des de dalt de l'AquaDom en el complex DomAquarée a Berlín (2006).

Les falles i fugides en grans aquaris d'acrílic han ocorregut en diversos llocs abans, inclòs el T-Rex Café del centre comercial Disney Springs d'Orlando (Florida) i l'aquari més gran del món al Mall de Dubai. Abans d'una recerca de seguretat, la fatiga del material ha estat nomenada com una possible causa, i la gran diferència de temperatura (la temperatura nocturna a Berlín va ser de −9 °C, mentre que la de l'aigua era de 26 °C va ser identificada com a perillosa per al material.
Herman Schuranm, ex-propietari de Schuranm Sea Water Equipments i expert en tancs d'aigua de mar, va dir que no es van seguir les instruccions específiques sobre l'edat i la reparació de l'aquari. Molts d'aquests aquaris duren al voltant de 25 anys, però l'AquaDom va esclatar després de només 19 anys. Els experts diuen que l'aquari hauria d'haver estat inspeccionat i reparat amb més freqüència, concretament cada dos anys. Va agregar que l'aquari hauria d'haver-se escalfat a 80 °C després de la construcció i novament després de les renovacions. Aquest procés és costós però essencial per a mantenir la seguretat de l'aquari. Schuranm va dir que la tensió dins del got degut a l'alt volum d'aigua és la raó principal de l'explosió.
El 24 d'octubre de 2023, els fiscals van tancar la recerca sobre la ruptura després que un informe pericial no aconseguís determinar la seva causa de manera concloent.

## Galeria

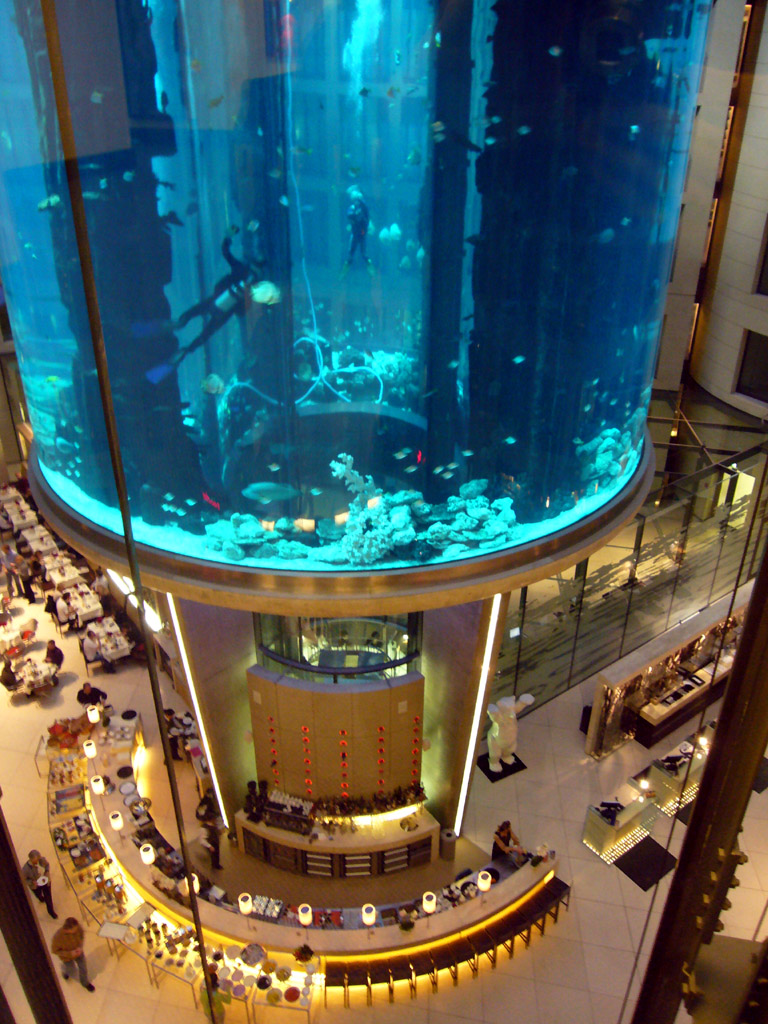
Vista de la base de l'aquari
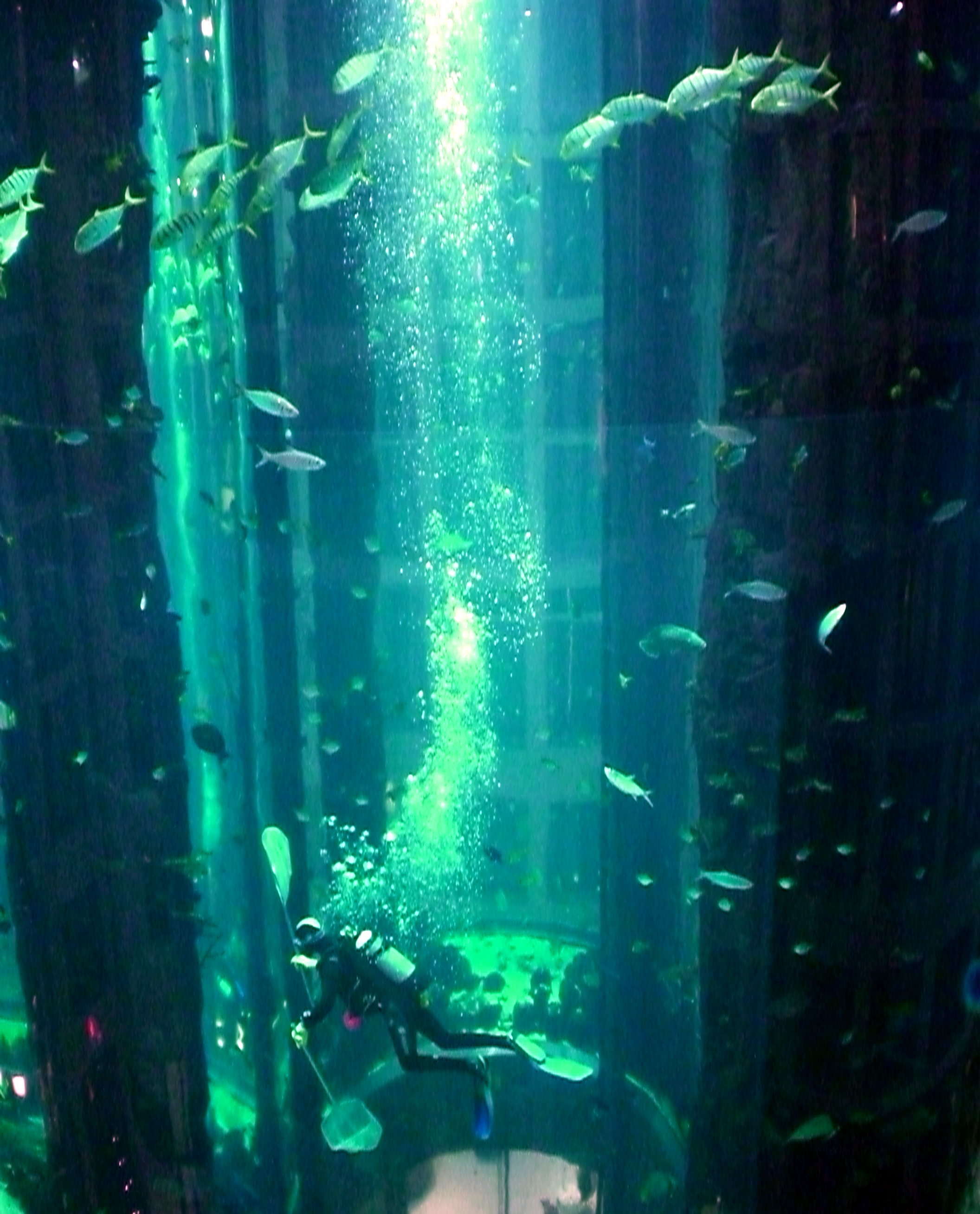
Un submarinista netejant l'aquari el 2006
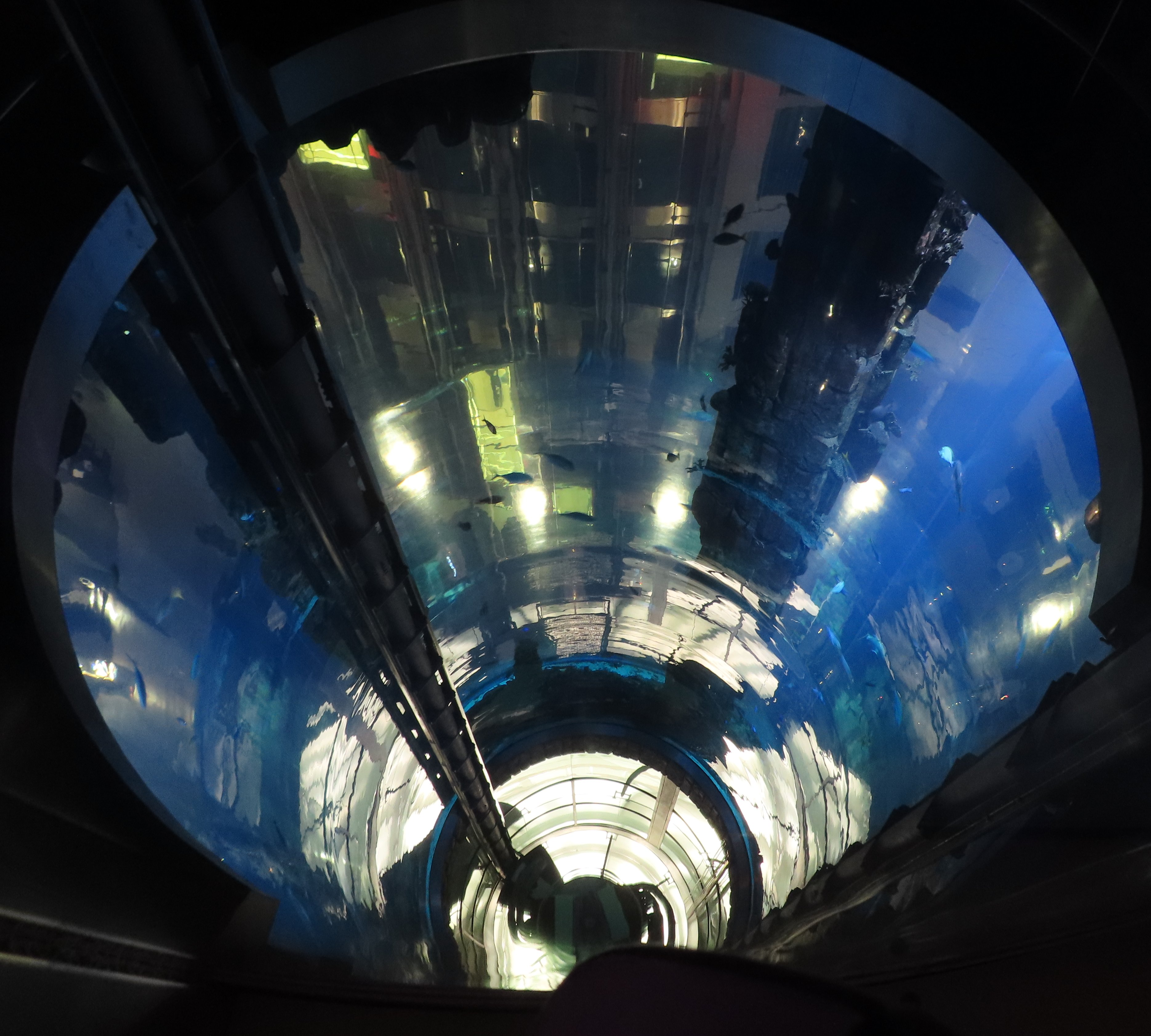
Vista des de dins de l'ascensor el 2019
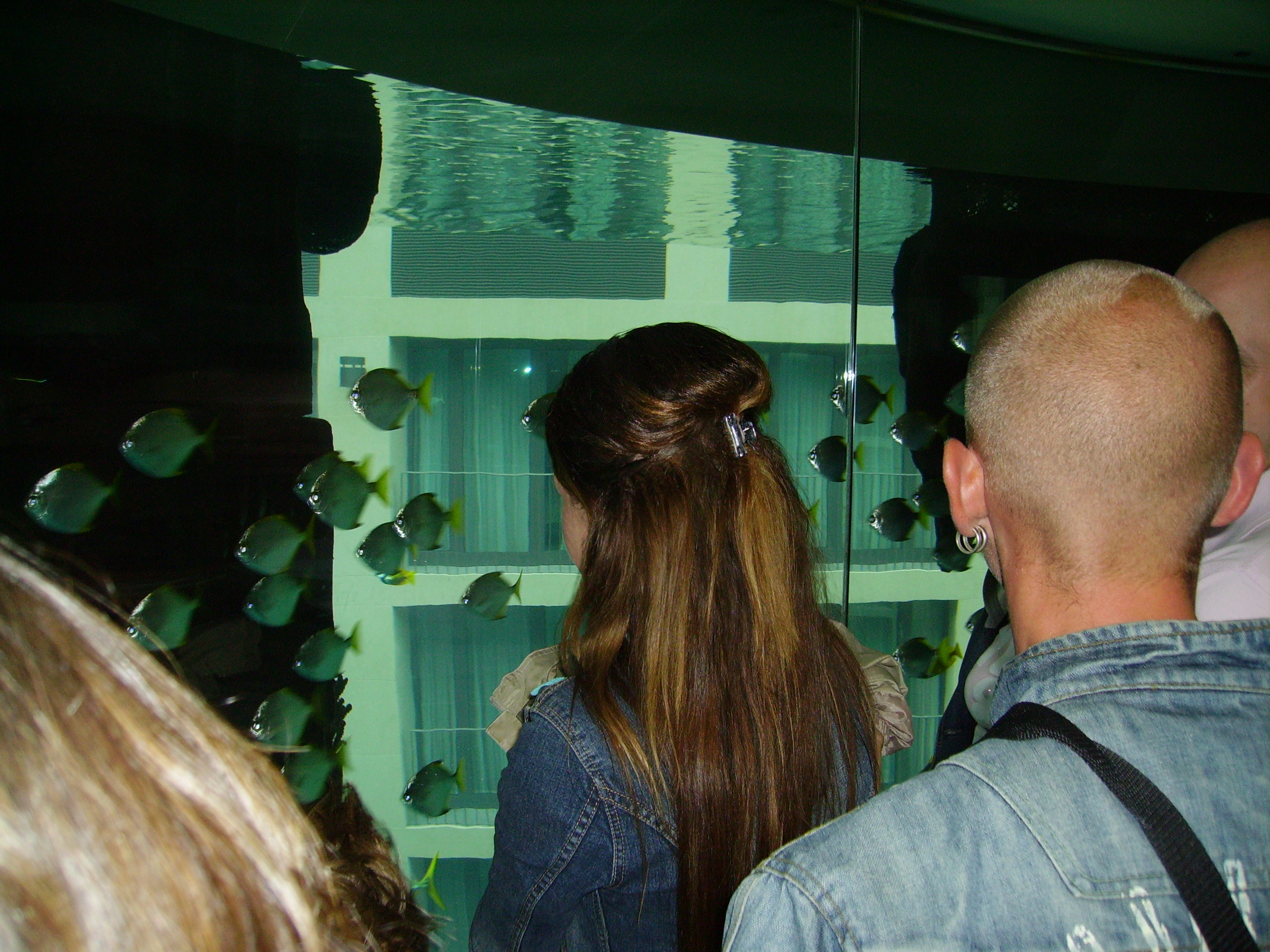
Vista des de l'interior de l'ascensor